# Villa Piercy
Villa Piercy è un'antica villa campestre a Bolotana, in provincia di Nuoro. Prende il nome da Benjamin Piercy, committente della sua realizzazione.

## Storia
L'edificio venne inizialmente progettato come casino di caccia dall'ingegnere Francesco Sanna, fu successivamente completata da Benjamin Piercy che edificò il primo piano e ottenne l'attuale denominazione venendogli intitolata. Erroneamente, in alcuni documenti ed articoli pubblicati sulla famiglia, si fa riferimento alla villa come la residenza dell'ingegnere gallese che in realtà non vi ha mai vissuto, ci soggiornava giusto il tempo strettamente necessario alle sue visite nell'azienda o in occasione di battute di caccia, preferendo soggiornare nella residenza di Macomer. La villa divenne residenza della famiglia all'epoca di Benjamin Herbert (Herbie) Piercy e successivamente dalla famiglia di Donna Vera Mameli in Piercy. Si trova in località Badde Salighes ("valle dei salici" in italiano), nel territorio di Bolotana, tra le montagne del Marghine. L'acquisto dei terreni da parte di Benjamin Piercy avvenne tramite asta pubblica nel 1879.
L'ingegnere e i suoi familiari erano in Sardegna avendo ricevuto l'incarico di progettare e dirigere i lavori di realizzazione della rete ferroviaria della Sardegna. 

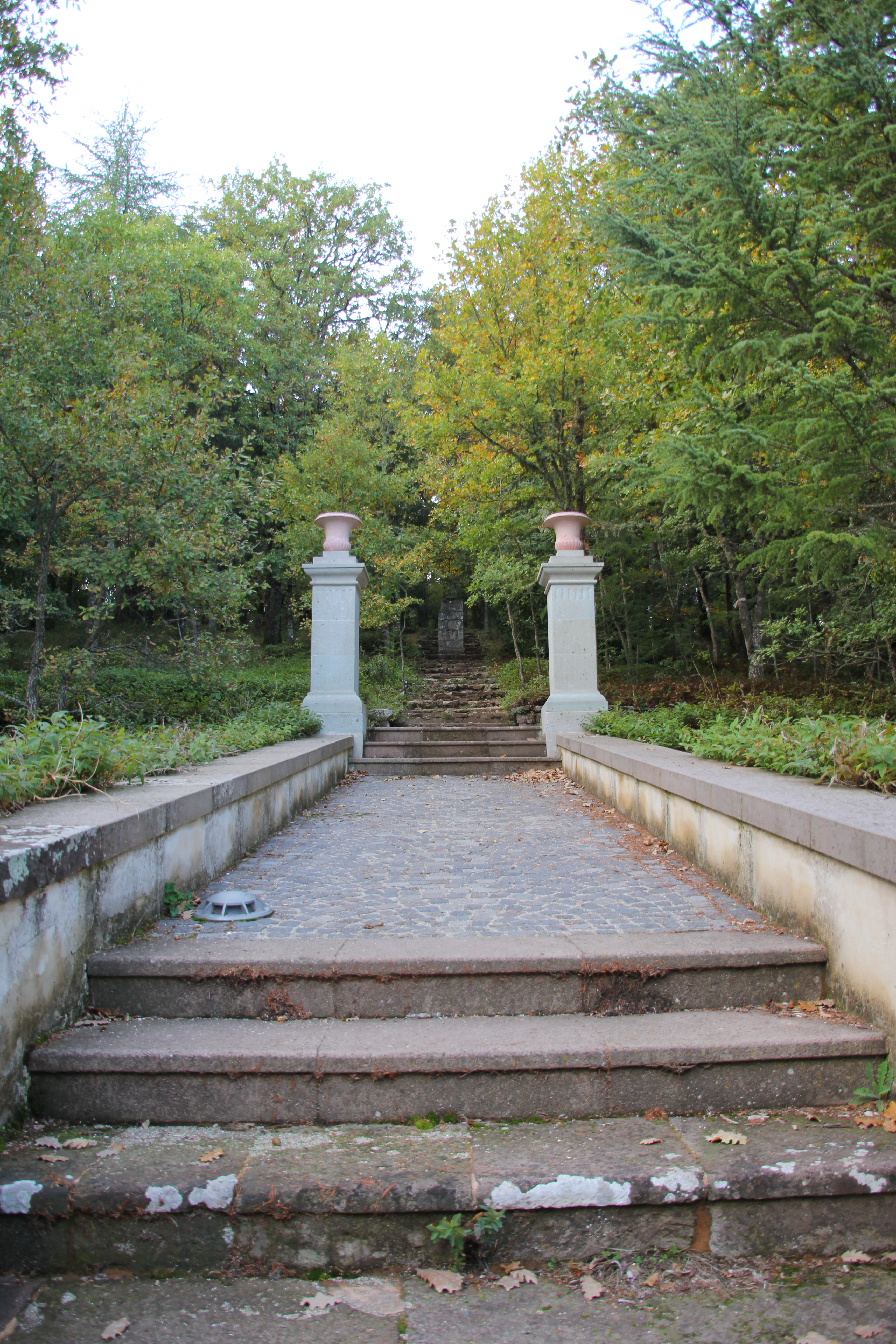

## La villa
La costruzione della villa avvenne nel periodo compreso tra il 1879 ed il 1882. I lavori furono coordinati e diretti dallo stesso Benjamin Piercy. Si sviluppa su tre livelli, di cui uno seminterrato. La pianta è quadrangolare ed i quattro vertici sono cinti da altrettante torrette, munite di feritoie, sormontate da una copertura cupolata metallica e da un piccolo pinnacolo in ferro. Le stanze al piano terra sono sormontate da volte a crociera, due delle quali presentano dei dipinti.

## Il giardino

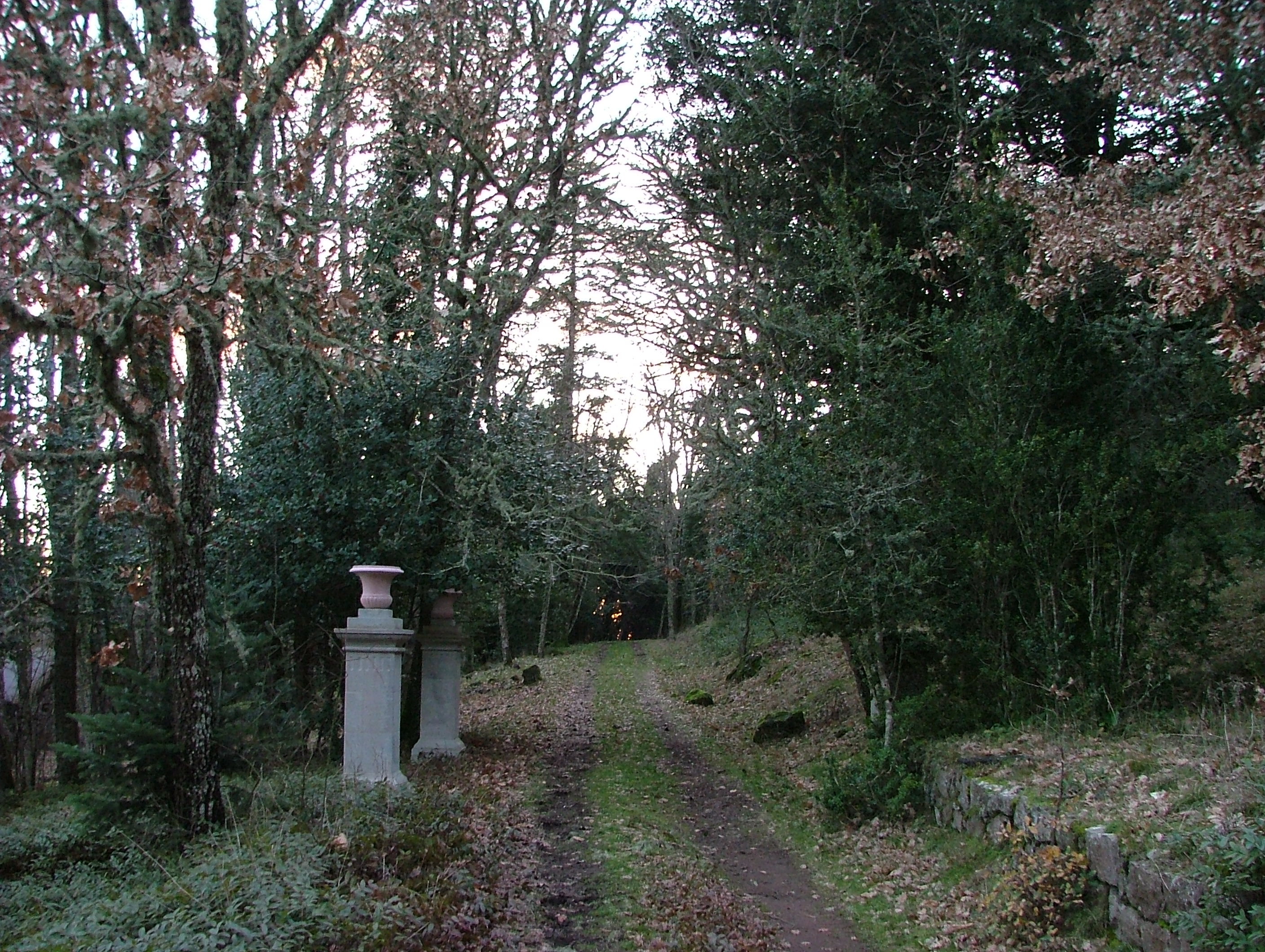
Un viale del giardino della villa.

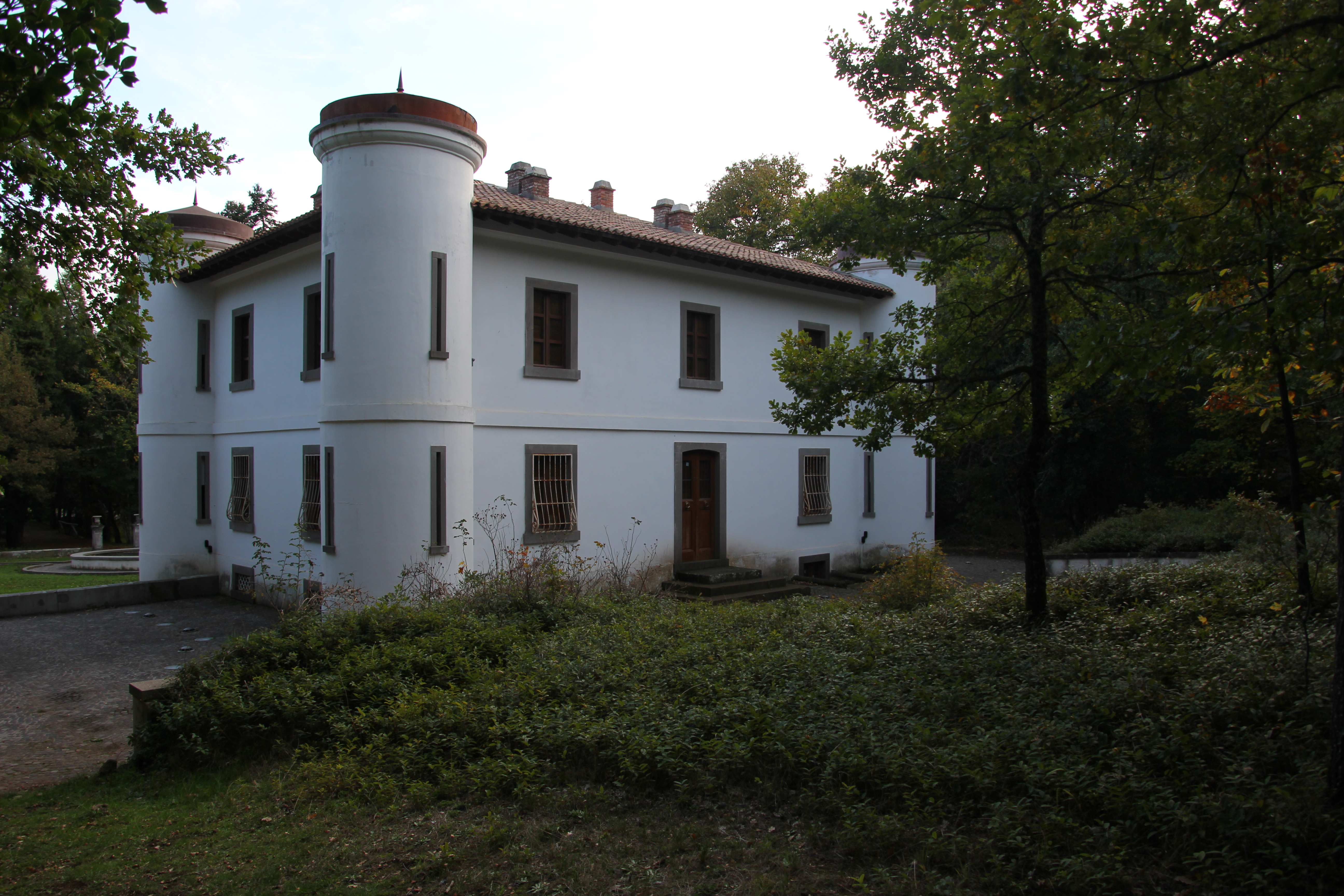

Intorno alla villa si sviluppa, su una superficie di quattro ettari, un giardino in stile inglese nel quale il proprietario piantò numerose specie vegetali esotiche, che egli portava con sé al rientro dai suoi viaggi nei vari paesi del mondo. Così, insieme alla flora spontanea, formata da roverelle (Quercus pubescens), lecci (Quercus ilex), castagni (Castanea sativa), agrifogli (Ilex aquifolium), tassi (Taxus baccata) ed aceri (Acer monspessulanum), si trovano a convivere specie introdotte come il cedro dell'Himalaya (Cedrus deodara), il calocedro (Calocedrus decurrens), il bosso sempreverde (Buxus sempervirens) e l'abete di Spagna (Abies pinsapo). In particolare il bosso è stato impiantato per la formazione di un lungo tunnel, considerato tra i più lunghi d'Italia.
In una parte del giardino, a breve distanza dalla villa, si trova una piscina, anch'essa circondata dagli alberi.

## L'azienda agricola
La villa ed il giardino facevano parte di una proprietà che si estendeva, tra le montagne del Marghine e l'altopiano di Campeda, su una superficie di circa 3.700 ettari. Benjamin Piercy volle realizzare una moderna azienda agricola al servizio della quale lavoravano numerosi dipendenti che alloggiavano, con le loro famiglie, nei borghi di Badde Salighes e Padru Mannu. In quest'ultimo si trovava un caseificio, i cui prodotti potevano essere trasportati a Cagliari grazie al treno, che si fermava nella vicina stazione di Campeda. Nel borgo di Padru Mannu si trovava anche una piccola chiesa dedicata al Sacro Cuore.